# Pokonać strach
Pokonać strach (ang. Are You Scared?) – amerykański horror z 2006 roku w reżyserii Andy Hurst

## Fabuła
Kilku nastolatków zostaje uprowadzonych i przetrzymywana w opuszczonej fabryce. Przekonują się, że każdy ich ruch jest obserwowany przez kamery. A oznajmia: Witamy w programie „Czego się boisz"? Uświadamiają sobie, że horror, w którym się znaleźli przypomina im reality show, do którego każde z nich usiłowało się dostać jakiś czas temu, ale nie otrzymało żadnych odpowiedzi. W czasie castingu do programu każde z nich musiało odpowiedzieć na pytanie: Czego najbardziej się boisz? I właśnie teraz wszyscy po kolei będą musieli się zmierzyć ze swoim największym lękiem. Tylko nie będzie to zabawa, a walka na śmierć lub życie.